# Lothar Skorning
Lothar Skorning (* 5. Oktober 1925; † 3. Januar 2005) war ein deutscher Sporthistoriker, Judoka und Präsident des Deutschen Judo-Verbandes der DDR.

## Leben als Judoka und Sportfunktionär
Lothar Skorning begann nach der Wiedereröffnung der Berliner Universität Anfang 1946 das Studium der Germanistik und der Sportwissenschaften. Während des Studiums befasste sich Skorning auch mit der Geschichte und Entwicklung des Judos zum Wettkampfsport. Mit interessierten Studenten an der Berliner Universität versuchte er diesen Kampfsport nicht nur theoretisch kennen zu lernen, sondern als Judo-Trainer geeignete Wettkampftechniken und -regeln zu erproben. Nach der Gründung des Deutschen Sportausschusses (DS) setzte sich Skorning in Berlin zusammen mit Hans Becker, Willi Lorbeer, Ewald Schönrock, Helmut Bark, Günter Kästner und anderen für die Aufnahme der Judosportler in diesen Sportverband ein. Seit Ende 1948 nahm er an Judoturnieren in Berlin teil. Nachdem 1949 die Sportart Judo in die Abteilung Schwerathletik des DS aufgenommen worden war, fanden am 24. und 25. Juni 1950 in Dresden die ersten Judo-Einzelmeisterschaften der Herren in der Deutschen Demokratischen Republik (DDR) statt. Lothar Skorning startete als Favorit im Leichtgewicht, unterlag aber im Endkampf überraschend seinem Berliner Trainingspartner Siegmund Haunschild. Mit der Gründung der Deutschen Hochschule für Körperkultur (DHfK) wurde Lothar Skorning als Lehrer für Geschichte der Körperkultur und Judo nach Leipzig berufen. Neben seiner Lehrtätigkeit engagierte er sich für den Judosport als Funktionär im DS und als Trainer und Aktiver beim Aufbau der Hochschulsportgemeinschaft an der DHfK. Als Mitglied der HSG DHfK Leipzig siegte er 1951 und 1952 bei den DDR-Einzelmeisterschaften im Leichtgewicht. Lothar Skorning beantragte 1951 gemeinsam mit Ernst Lassahn im Auftrag der DS-Schwerathletik die Mitgliedschaft der DDR-Judoka in der Europäischen Judo-Union (EJU). Außerdem beteiligte er sich als Judo-Funktionär daran, 1951 die ersten DDR-Mannschaftsmeisterschaften in Görlitz zu organisieren und die Sportart Judo aus der Sektion Schwerathletik im DS herauszulösen. Am 21. September 1952 wurde die eigenständige Sektion Judo im DS gegründet und Lothar Skorning als Präsident gewählt. Seine Arbeit auf sportwissenschaftlichem Gebiet und als Sportfunktionär im DS nahm ihn immer mehr in Anspruch, so dass er gezwungen war die Lehrtätigkeit im Fach Judo an der DHfK aufzugeben. Nachdem er bei den DDR-Meisterschaften 1953 den dritten Platz in seiner Gewichtsklasse errungen hatte, beendete er seine Laufbahn als aktiver Judoka. Am Institut für Kampfsport der DHfK setzte er 1953 die Einrichtung der Fachrichtung Judo durch und veranlasste die Berufung Horst Wolfs und Siegmund Haunschilds als Judo-Lehrer. Die Kontakte der Sektion Judo mit dem Deutschen Athleten-Bund (DAB) in Westdeutschland führten Anfang Mai 1954 zu gesamtdeutschen Mannschaftsmeisterschaften in Ost-Berlin. Schon zwei Jahre vorher war ihm als Trainer und Judo-Meister von den führenden Dan-Trägern im DAB und in der Sektion Judo des DS gemäß den in Deutschland geltenden Graduierungsregeln, die im Wesentlichen noch auf die Zeit vor dem Zweiten Weltkrieg zurückgingen, der 1. Dan zuerkannt worden. Nach der Gründung des Deutschen Dan-Kollegiums durch Alfred Rhode in Westdeutschland gab es jedoch zunehmend Schwierigkeiten bei der interzonalen Zusammenarbeit in Graduierungsfragen, aus der sich der DAB bis 1954 nach und nach zurückzog. In seiner Funktion als Präsident der Sektion Judo organisierte Skorning deshalb zusammen mit den Dan-Trägern im DS, Hans Becker, Ernst Lassahn, Ewald Schönrock und Karl Knoop, die Gründung des Dan-Kollegiums in der DDR, die am 8. Mai 1954 in Ost-Berlin stattfand.
Auf dem EJU-Kongress in Brüssel im Dezember 1954 leitete Lothar Skorning die Delegation der Sektion Judo, die ohne Gegenstimmen als Vollmitglied in die EJU aufgenommen wurde. Am 21. Mai 1955 fanden die Judo-Wettkämpfe um den Mitropa-Cup der EJU in Nürnberg statt, an denen sieben ostdeutsche Judoka einer DS-Auswahlmannschaft teilnahmen. Nach der internationalen Anerkennung der Sektion Judo durch die EJU brach der Deutsche Judo-Bund (DJB) die ursprünglich mit dem DAB vereinbarten Beziehungen zu den Judoka in der DDR ab. Von 1956 bis 1960 blieben die internationalen Sportbeziehungen der Sektion Judo durch den Alleinvertretungsanspruch der Bundesrepublik im Wesentlichen auf die Staaten des Warschauer Pakts beschränkt. Trotz aller Bemühungen Lothar Skornings sahen die Sportverbände der damals führenden europäischen Judonationen Frankreich, Großbritannien und Niederlande die deutschen Judoka durch den DJB vertreten, dessen Vorsitzender Heinrich Frantzen damals gleichzeitig Präsident der EJU war.
Unter der Führung Lothar Skornings wurde am 19. April 1958 in Leipzig der Deutsche Judo-Verband der DDR (DJV) gegründet. Als Präsident des DJV konnte er 1958 in Barcelona erstmals die Teilnahme der DDR-Judoka an einer Europameisterschaft (EM) verzeichnen. Auch an den Judo-EM 1959 in Wien und 1960 in Amsterdam nahmen DDR-Judoka teil. Die sportpolitische Arbeit und die Intensivierung der Beziehungen zur EJU und zur Internationalen Judo-Föderation (IJF) im Präsidium des DJV zeitigten Erfolge.
Am ersten Verbandstag des DJV im April 1961 übergab Lothar Skorning die Präsidentschaft an Horst Wolf, verblieb aber noch als Vize-Präsident im DJV-Präsidium. In den 1960er Jahren zog sich Lothar Skorning zunehmend aus der Arbeit im Judo-Verband zurück und konzentrierte sich auf seinen Beruf als Sporthistoriker.

## Leben als Sportwissenschaftler
1949 gehörte Lothar Skorning zu den ersten wissenschaftlichen Aspiranten, mit denen die Deutsche Verwaltung für Volksbildung und ab 1950 das Ministerium für Volksbildung den Hochschullehrer-Mangel in der DDR beheben wollten. Als wissenschaftlicher Aspirant der Humboldt-Universität erhielt er 1950 die Berufung an die im Aufbau befindliche DHfK in Leipzig. Ab November 1950 arbeitete er dort als Hochschullehrer für Geschichte der Körperkultur. Außerdem leitete er eine Gruppe wissenschaftlicher Aspiranten verschiedener Hochschulen, die gemeinsam eine sportgeschichtliche Publikation erstellten, die 1952 veröffentlicht wurde. Der Titel dieses Buches lautet: „Kurzer Abriß der Geschichte der Körperkultur in Deutschland seit 1800.“ Im Verlauf dieser Kollektivarbeit wirkte er 1951 an der Gründung der sportwissenschaftlichen Zeitschrift „Theorie und Praxis der Körperkultur“ mit, die von 1952 bis 1990 herausgegeben wurde. Für diese Zeitschrift war er ab 1952 als Chefredakteur tätig.
Ab 1953 unterrichtete Lothar Skorning, der bis dahin an der Sporthochschule auch als Judotrainer aktiv war, nur noch das Fach Geschichte der Körperkultur. Wegen der Tätigkeit als Hochschullehrer und als Judo-Funktionär blieb ihm von 1952 bis Anfang 1961 neben seiner Arbeit als Dozent mit Ausnahme  einiger Artikel in Fachzeitschriften keine Zeit für weiterführende sportgeschichtliche Publikationen.
Nachdem er 1961 die Präsidentschaft des DJV an Horst Wolf übergeben hatte, begann er an der DHfK an seiner Dissertation zu arbeiten. 1963 promovierte mit der Doktorarbeit zum Thema: „Der Kampf der revolutionären Arbeitersportler für die Durchsetzung der proletarischen Klassenpolitik im Arbeiter-Turn- und Sportbund (ATSB) in den ersten Jahren der Periode der relativen Stabilisierung des Kapitalismus (1923/24 bis 1926/27).“ Nach der Promotion beteiligte er sich bis 1967 an der Ausarbeitung und Herausgabe der „Geschichte der Körperkultur in Deutschland“ in vier Bänden. 1969 wurde er als Hochschullehrer an die Humboldt-Universität berufen. Dort leitete er in der Sektion für Sportwissenschaften den Fachbereich Erziehung und Ausbildung und arbeitete als Dozent mit dem Fachschwerpunkt Geschichte der Körperkultur. Nach der Wende und friedlichen Revolution in der DDR ging Lothar Skorning 1991 in den Ruhestand. Als Rentner widmete er sich der sportgeschichtlichen Würdigung der DHfK und des Sports in der DDR. Nach seinem Tod am 3. Januar 2005 wurde er auf dem Friedhof in Biesenthal beerdigt.

## Publikationen (Auswahl)
- „Über die Schwerpunkte bei der Forschungsarbeit in der Geschichte der Körperkultur.“ In „Theorie und Praxis der Körperkultur“, Jahrgang 1952, Heft 1, S. 59–65
- „Kurzer Abriß der Geschichte der Körperkultur in Deutschland seit 1800.“ (im Autorenkollektiv mit Günter Erbach, Paul Marschner, Hans Schuster, Hans Simon, Georg Wieczisk, Günther Wonneberger; Gesamtleitung: Lothar Skorning), Sportverlag, Berlin 1952
- „Friedrich Ludwig Jahn - Ein Patriot unseres Volkes.“ Friedrich Ludwig Jahns patriotisches Vermächtnis für die deutschen Sportler. (im Autorenkollektiv mit Robert Schulz, Günter Erbach, Paul Marschner), Sportverlag, Berlin 1953
- „Geschichte der Körperkultur in Deutschland.“
  - Band 1: „Die Körperkultur in Deutschland von den Anfängen bis zur Neuzeit.“ (im Autorenkollektiv mit Gerhard Lukas, Wolfgang Eichel, Wilhelm Beier), Sportverlag, Berlin 1969
  - Band 2: „Die Körperkultur in Deutschland von 1789 bis 1917.“ (im Autorenkollektiv mit Wolfgang Eichel und Wilhelm Beier), Sportverlag, Berlin 1965
  - Band 3: „Die Körperkultur in Deutschland von 1917 bis 1945.“ (im Autorenkollektiv mit Hannes Simon, Wolfgang Eichel, Wilhelm Beier), Sportverlag, Berlin 1964
  - Band 4: „Die Körperkultur in Deutschland von 1945 bis 1961.“ (im Autorenkollektiv mit Günther Wonneberger, Wolfgang Eichel, Wilhelm Beier u. a.), Sportverlag, Berlin 1967
- „Zur Geschichte des Judosports in der DDR.“ In „Judo“ – Mitteilungsblatt des DJV der DDR, Artikelserie Jahrgang 1973, Heft 3 bis 7
- „Fußball in Vergangenheit und Gegenwart.“ Sportverlag, Berlin 1978
  - Band 1: „Geschichte des Fußballsports in Deutschland bis 1945.“
  - Band 2: „Geschichte des Fußballsports in der DDR bis 1976.“
- „Leichtathletik in Vergangenheit und Gegenwart.“ (Jaro Schafrik, Redakteur und Herausgeber: Lothar Skorning), Sportverlag, Berlin 1976
  - Band 1: „Geschichte der Leichtathletik in Deutschland bis 1945.“
  - Band 2: „Geschichte der Leichtathletik in der DDR bis 1975.“
- „Chronik des Judosports in der DDR.“ In „Judo“ – Mitteilungsblatt des DJV der DDR, Artikelserie Jahrgang 1978, Heft 8 bis 12; Jahrgang 1979, Heft 1 bis 4, Jahrgang 1980, Heft 1
- „Gleich sei alles, was Menschenantlitz trägt.“ Zum 100. Jahrestag der Gründung des Turnvereins Fichte Berlin. (Koautor: Herbert Dierker) In: „Sozial- und Zeitgeschichte des Sports“, Heft 2, 1990, S. 7–41
- „Chronik des DDR-Sports“ (Koautoren Klaus Huhn, Margot Budzisch, Hans Simon), Spotless-Verlag, Berlin 2000, ISBN 3-933544-35-1
- „Geschichte des DDR-Sports.“ (Koautoren: Günther Wonneberger, Helmuth Westphal, Gerhard Oehmingen, Joachim Fiebelkorn, Hans Simon), Spotless-Verlag, Berlin 2002, ISBN 3-933544-62-9